# Jakob Friedrich von Bielfeld

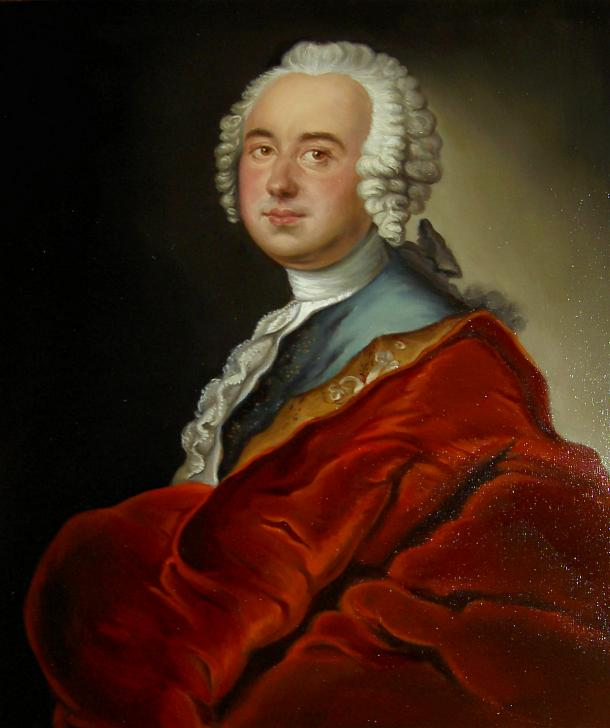
Jacob Friedrich Freiherr von Bielfeld 1717–1770

Jakob Friedrich Bielfeld, ab 1748 Jakob Friedrich Freiherr von Bielfeld (fälschlich auch Bielefeld, * 31. März 1717 (nicht 1711) in Hamburg; † 5. April 1770 in Altenburg) war ein deutscher Freimaurer sowie politischer und belletristischer Schriftsteller.

## Leben
Jakob Friedrich Bielfeld studierte ab 1732 an der Universität in Leiden und bereiste 1735 die Niederlande, Frankreich und England. Am 14. Dezember 1737 wurde er als Mitglied in die älteste urkundlich belegte deutsche Freimaurerloge Société des Acceptés Macons Libres de la Ville d’Hambourg aufgenommen und traf 1738 als Delegationsmitglied dieser Loge in Braunschweig den damaligen Kronprinzen Friedrich von Preußen bei dessen Aufnahme als Freimaurer. Im Jahr 1739 folgte er dem Kronprinzen nach Rheinsberg. Nach Friedrichs II. Thronbesteigung 1740 ging Bielfeld als Legationssekretär nach Hannover und London, wurde 1741 Legationsrat in Berlin, 1744 Ehrenmitglied der Preußischen Akademie der Wissenschaften, 1745 Gouverneur des Prinzen August Ferdinand, 1747 Kurator aller preußischen Universitäten und Direktor der Berliner Charité. Am 23. April 1748 wurde er in den Freiherrenstand erhoben und zum Geheimen Rat ernannt. Nach fünfzehnjähriger Diensttätigkeit verließ Jakob Friedrich von Bielfeld 1755 den preußischen Staatsdienst, um sich auf seine Güter im Herzogtum Altenburg zurückzuziehen. Im September 1757 musste er im Zuge des Siebenjährigen Krieges von dort nach Hamburg fliehen, von wo er erst 1763 nach dem Frieden von Hubertusburg zurückkehren konnte.
Nach Differenzen mit verschiedenen Logenmitgliedern über die Art und Weise des Begleichens der bei der Aufnahme in die Hamburger Loge des zuvor als „Illustre Inconnu“ bezeichneten Kronprinzen von Preußen in der Nacht vom 14. zum 15. August 1738 in Braunschweig entstandenen Reisekosten (Streitwert: „438 Mark Courant“), trat er mit Georg Wilhelm Ludwig von Oberg, Peter Carpser und Peter Stüven aus der Loge aus.
Am 10. November 1740 trat er der preußischen Freimaurer-Loge „Aux trois Globes“, der späteren Große National-Mutterloge „Zu den drei Weltkugeln“  (GNML 3WK) bei. Am 19. März 1741 nahm er als Repräsentant dieser Loge auf Einladung der englischen Großloge an deren Konvent teil, was faktisch zur Anerkennung der GNML 3WK durch die englische Großloge führte.
Seine erste Frau wurde im Jahr 1748 Dorothea Juliane von Reich († 1762). Nach ihrem Tod heiratete er erneut. Seine zweite Frau wurde 1764 Dorothea Christiane Frederike von Boden (* 18. Dezember 1742; † 1. Oktober 1781), die Tochter des Ministers Friedrich August von Boden (1708–1780). Als er sie kennenlernte, war sie Gouvernante bei der Gemahlin des Prinzen Ferdinand.

## Werk

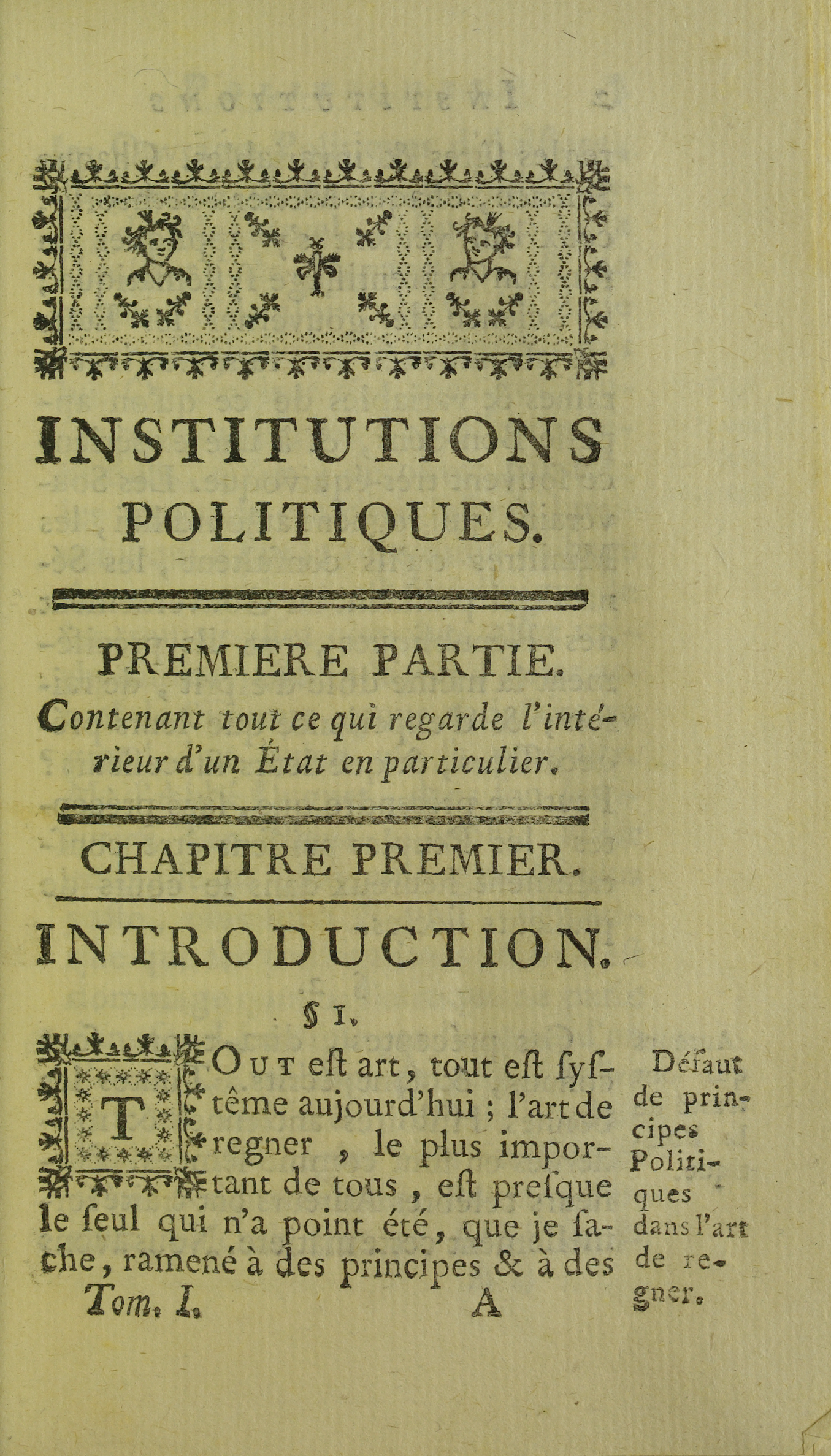
Institutions politiques. 1762

Bielfeld hat seine Schriften fast ausschließlich in französischer Sprache verfasst. Wohl am bekanntesten ist sein zweibändiges staatswissenschaftliches Lehrwerk Institutions politiques (1760, überarbeitet 1767), wozu nach seinem Tod 1772 ein dritter Band postum erschien. Zu diesem Werk, das noch zu seinen Lebzeiten ins Italienische, Russische und Deutsche übersetzt wurde, schrieb Joachim Georg Darjes eine Einleitung.
Interessante Einblicke in die Geschichte der europäischen Höfe zu dieser Zeit, insbesondere die des preußischen Hofes, sowie in Bielfelds Lebensumstände enthalten seine Lettres familières et autres (2 Bände, 1763, dt. 1765). Zu Bielfelds Werken zählen auch diverse meist in Berlin uraufgeführte Komödien. In seinen letzten Lebensjahren gab Bielfeld eine Wochenschrift mit Namen Der Eremit in deutscher Sprache heraus (Leipzig 1767–69), deren erste Bände ins Französische übersetzt wurden.